# Złoty Znak Związku Ochotniczych Straży Pożarnych Rzeczypospolitej Polskiej
Złoty Znak Związku OSP RP – odznaczenie nadawane przez Prezydium Zarządu Głównego ZOSP RP z własnej inicjatywy lub na wniosek Prezydium Zarządu Wojewódzkiego ZOSP RP. Ustanowiony został w 1922 przez Radę Naczelną Głównego Związku Straży Pożarnych, a od 1933 przejęty przez Związek Straży Pożarnej RP. Nadawany był do września 1939, następnie wznowiony w okresie PRL w 1959 jako najwyższe odznaczenie ZOSP. Od 1993 również najwyższe odznaczenie Związku OSP RP.
Złoty Znak Związku OSP RP nadawany jest za długoletnią aktywną działalność w Ochotniczej Straży Pożarnej lub w Związku OSP RP. Odznaką tą może być uhonorowana osoba lub instytucja, która w sposób znaczący zasłużyła się dla działalności Związku OSP RP, jak również Ochotnicza Straż Pożarna o co najmniej 100-letniej działalności.
Odznaka jest jednostopniowa.

## Zasady nadawania
Złoty Znak Związku OSP RP Prezydium Zarządu Głównego ZOSP RP nadaje:
- Ochotniczym Strażom Pożarnym i członkom OSP,
- oddziałom i działaczom Związku OSP RP,
- funkcjonariuszom Państwowej Straży Pożarnej pełniącym służbę w Komendzie Głównej PSP, Szkole Głównej Służby Pożarniczej i Centrum Naukowo-Badawczym Ochrony Przeciwpożarowej oraz pracownikom cywilnym zatrudnionym w tych jednostkach,
- osobom i instytucjom szczebla centralnego współpracującym i wspomagającym Związek OSP RP w realizacji celów statutowych,
- przedstawicielom współpracujących ze Związkiem OSP RP zagranicznych organizacji pożarniczych (ratowniczych),
- pracownikom Związku OSP RP.

Odznakę nadaje Prezydium Zarządu Głównego ZOSP RP z własnej inicjatywy lub na wniosek Prezydium Zarządu Wojewódzkiego ZOSP RP. Osoba lub instytucja wyróżniona Złotym Znakiem Związku ZOSP RP otrzymuje Odznakę i legitymację (dyplom) potwierdzającą jego nadanie. Osoba lub instytucja przewidziane do nadania Złotego Znaku Związku OSP RP powinny posiadać Złoty Medal „Za Zasługi dla Pożarnictwa”. W przypadku szczególnym, Prezydium Zarządu Głównego ZOSP RP może odstąpić od tej zasady.

## Opis odznaki
Wizerunkiem odznaki Złoty Znak Związku OSP RP jest krzyż równoramienny, zakończony na rogach ramion kulkami. Krzyż o wymiarach 41 mm (wysokości i szerokości) na krawędziach ma 1 mm pasek. Wykonany jest z metalu koloru złotego. Ramiona krzyża pokryte są białą emalią w złoconym obramowaniu. W środku krzyża na okrągłej czerwonej emaliowanej tarczy umieszczony jest orzeł jagielloński z metalu koloru srebrnego, z otokiem koloru jasnogranatowego oraz z napisem: ZWIĄZEK OCHOTNICZYCH * STRAŻY POŻARNYCH RP *. Na tle górnego ramienia krzyża nad środkową częścią tarczy umieszczony jest płomień z metalu koloru srebrnego. Pomiędzy ramionami krzyża złoty wieniec ze stylizowanych liści laurowych o szerokości 5 mm z metalu koloru złotego. Odwrotna strona jest gładka. Odznaka jest noszona na wstążce szerokości 38 mm, koloru czerwonego z białymi paskami szerokości 4 mm po brzegach.

## Zasady noszenia
Złoty Znak Związku OSP RP nosi się na wstążce na szyi, zakładanej pod kołnierz koszuli
tak, aby znak zawieszony był poniżej węzła krawata.

## Liczba nadań
Nadania przez Prezydium Zarządu Głównego ZOSP RP:
| Rok  |     |
| ---- | --- |
| 2010 | 520 |
| 2011 | 782 |
| 2012 | 700 |
| 2013 | 596 |
| 2014 | 531 |
| 2015 | 597 |
| 2016 | 634 |

Na podstawie sprawozdań z działalności stowarzyszenia ZOSP RP.